# Řád sv. Agáty
Řád svaté Agáty (italsky: Ordine Equestre di Sant'Agata) je státní vyznamenání Republiky San Marino. Byl založen 5. června 1923 Velkou generální radou tohoto malého státu jako záslužný řád. San Marino má dva řády, vyšší je Rytířský řád San Marina.
Patronkou řádu je svatá Agáta, která je spolupatronkou celého státečku. Velmistry řádu jsou spolu oba kapitáni-regenti, kteří vykonávají funkci hlavy státu.
Řád má pět tříd:
- Velkokříž Cavaliere di gran croce
- Velkodůstojník Grande ufficiale
- Komandér Commendatore
- Důstojník Cavaliere ufficiale
- Rytíř Cavaliere

Stuhy Řádu sv. Agáty
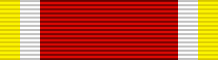
Rytíř
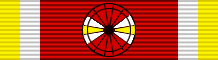
Důstojník
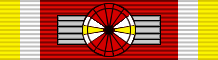
Komandér
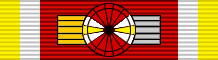
Velkodůstojník
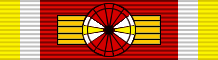
Velkokříž